# 悬崖 (电视剧)
《悬崖》，2012年中国大陆谍战剧，由张嘉译、小宋佳、程煜、咏梅等演员主演。2012年1月3日于东方卫视、天津卫视及黑龙江卫视首播。 

## 剧情
周乙（张嘉译饰），是一位中共特工，潜伏在满洲国哈尔滨警察厅。

## 演员
| 演员   | 饰演角色 | 简介                                               |
| ------ | -------- | -------------------------------------------------- |
| 张嘉译 | 周乙     | 中共特工，打入满洲国哈尔滨警察厅，先后任队长、科长 |
| 宋佳   | 顾秋妍   | 中共特工，与周乙假扮夫妻                           |
| 程煜   | 高彬     | 周乙上司                                           |
| 咏梅   | 孙悦剑   | 中共特工，周乙之妻                                 |
| 姬他   | 任长春   | 周乙下属                                           |
| 李洪涛 | 鲁明     | 周乙下属                                           |

## 獎項
- 2012国剧盛典
  - 十佳电视剧第4名
  - 最佳编剧 全勇先
  - 最佳男演员 张嘉译
- 第8届华鼎奖
  - 中国百强电视剧最佳男主角 张嘉译
  - 中国百强电视剧最佳男配角 程煜
  - 中国百强电视剧满意度调查第一名（最佳电视剧）
- 金鹰奖
  - 最佳表演艺术女演员 宋佳
- 上海电视节白玉兰奖
  - 最佳女演员 宋佳

## 外部連結
- 网页 （页面存档备份，存于）

|below=2017年5月1日起黄金剧场更名为东方剧场，2018年8月7日起周播剧场更名为精品剧场
}}